# 竹内紀行
竹内 紀行（たけうち のりゆき）は、日本の実業家。キャタピラー日本代表や、キャタピラージャパン代表取締役会長兼社長、日本建設機械工業会会長などを務めた。

## 人物・経歴
鳥取県出身。1976年一橋大学社会学部卒業、三菱重工業入社。1987年新キャタピラー三菱入社。2006年新キャタピラー三菱執行役員経営企画室長。2009年キャタピラージャパン相模事業所長。2010年キャタピラージャパン代表取締役社長。
2012年キャタピラー日本代表のカントリーマネージャー及びキャタピラージャパン代表取締役会長兼社長に就任。同年から日本建設機械工業会会長を務め、グローバル化への対応などにあたった。2014年キャタピラージャパン代表取締役会長。